# Festival international du cinéma numérique de Cotonou
Le Festival International du Cinéma Numérique de Cotonou, connu sous l'abréviation FICNC, est un événement cinématographique international qui a lieu chaque année à Cotonou, au Bénin. 

## Histoire
Fondé en 2010, le Festival International du Cinéma Numérique de Cotonou est organisé par FICNC PRODUCTION, un collectif de jeunes cinéastes et techniciens de l'audiovisuel venant d'Afrique et d'Europe, visant à soutenir la réalisation et la diffusion de nouvelles créations cinématographiques numériques. 
L'événement rassemble de jeunes réalisateurs et techniciens principalement d'Afrique de l'Ouest et d'Europe, présentant une programmation diversifiée comprenant des longs-métrages, des documentaires, des films d'animation, des clips et d'autres productions, destinées à un large public ainsi qu'à des publics spécialisés. 
En parallèle des projections, des ateliers interactifs sont organisés, offrant aux participants l'opportunité de rencontrer des réalisateurs et d'autres professionnels de l'industrie cinématographique. Ces ateliers visent à promouvoir l'échange de connaissances et à encourager la collaboration entre les créateurs et les techniciens,.
Le festival met un point d'honneur à promouvoir les nouvelles technologies dans le domaine du cinéma, offrant une vitrine aux créations innovantes et aux talents émergents. Cet engagement en faveur de l'innovation et de la collaboration internationale fait du Festival International du Cinéma Numérique de Cotonou un rendez-vous incontournable pour les passionnés du septième art et les professionnels de l'industrie.